# Eustroma inextricata
Eustroma inextricata är en fjärilsart som beskrevs av Walker 1866. Eustroma inextricata ingår i släktet Eustroma och familjen mätare. Inga underarter finns listade i Catalogue of Life.